# AX.25
AX.25 è un protocollo di rete appartenente al livello datalink derivato dal protocollo X.25 e progettato per l'utilizzo da parte dei radioamatori. Viene molto utilizzato nel packet radio sulle reti di computer radioamatoriali.
AX.25 occupa il primo livello e il secondo livello del modello ISO/OSI ed è responsabile 
- del trasferimento dei dati tra i nodi (incapsulati in pacchetti)
- della rilevazione degli errori introdotti dal canale di comunicazione.

Confrontabile all'ethernet per i servizi che fornisce, AX.25 supporta sia il collegamento con connessione sia quello senza connessione, quest'ultimo usato con grande efficacia in APRS, metodo di comunicazione diventato negli ultimi anni molto popolare nel mondo radioamatoriale.
Le velocità di comunicazione normalmente usate sono di 1200 bit/s o 9600 bit/s in AFSK

## Implementazioni
I radioamatori si collegano generalmente alle reti AX.25 attraverso i TNCs che sono apparecchiature assimilabili a modem composte da un microprocessore (o da un microcontroller), contenenti un software che implementa il protocollo di rete AX.25. Attraverso questi dispositivi è possibile collegarsi alle risorse di rete attraverso un semplice "terminale stupido" e una ricetrasmittente.
Più recentemente le implementazioni di AX.25 sono disponibili anche come software per i personal computer: il sistema operativo Linux include addirittura il protocollo AX.25 all'interno del suo kernel.

## Applicazioni
AX.25 viene utilizzato per stabilire collegamenti diretti punto-punto tra stazioni packet radio senza nessun altro livello di rete aggiuntivo.
Questo è sufficiente per collegare tramite tastiera le stazioni e per accedere ai locali BBS e ai DX clusters.
AX.25 consente anche di fare comunicare stazioni che non potrebbero comunicare tra di loro, attraverso un semplice sistema di routing; questo avviene tramite il digipeater che altro non è che un repeater funzionante in simplex con il quale è possibile ritrasmettere i pacchetti ricevuti.
Sono molti i protocolli che potrebbero essere implementati in AX.25, compreso l'onnipresente protocollo internet ma sono raramente utilizzati nella pratica (es. NET/ROM, ROSE, TexNet)

## Limiti
- Velocità anche se non è un limite intrinseco di AX.25, la velocità di trasmissione è quella che limita maggiormente il packet radio: infatti sono comuni le velocità di 1200 e 9600 bit per secondo ma rare le velocità più alte.
- Indirizzi la lunghezza dei caratteri che identifica mittente e il destinatario non può essere superiore a sei caratteri: questa è una limitazione per i nominativi di radioamatori: infatti secondo la WARC2003 i nominativi dei radioamatori possono arrivare fino a sette caratteri.
- Rumore molto soggetti ai disturbi del canale di comunicazione
- Compressione dei dati

## Nessun successore
Molti radioamatori sono arrivati alla conclusione che, nonostante tutto, al momento non c'è ancora un candidato che possa succedere all'AX.25:
- Compatibilità dovendo certamente cambiare il tipo di modulazione questo sistema non potrebbe essere compatibile con i vecchi sistemi;
- Apparati le applicazioni e gli apparati per packet radio e per APRS sono diffusi solo per 1200 bit/s o 9600 bit/s
- Modulazioni i rice-trasmettitori più comuni sono a banda stretta e le modulazioni sono le "classiche"
- Processori la decodifica di un segnale a 1200 bit/s in AFSK (Bell 202) è semplice e richiede pertanto processori poco potenti e quindi poco costosi
- Utilizzo c'è un minor utilizzo delle comunicazioni radioamatoriali (ed in particolare del packet radio)

| Controllo di autorità | VIAF (EN) 206863993 · GND (DE) 4467775-3 |